# アポ山
アポ山（アポさん）は、フィリピンミンダナオ島南部、ダバオ市の南西にある火山である。

## 基礎データ
- 標高:2,954m（フィリピンの最高峰）[1]
- 別名「ダバオ火山」[2]
- 東斜面では硫黄鉱脈が発見されている。
- 周辺は国立公園に指定されている。

## 歴史
アポ山は昔、北隣のタロモ山と同じ一つの火山であった。しかし爆発によって頂上部を失い、さらにその後の爆発により別々の山になったと考えられている。有史以降、現在に至るまで噴火の記録はない。